# نازعة هيدروجين الأوكسوغلوتارات
نازعة هيدرجين الأوكسوغلوتارات (oxoglutarate dehydrogenase (NADP) +) هو انزيم يحفز على التفاعل الكيميائي.يعمل على زمر ألدهيد أو أوكسو في المركبات المانحة donors
الأسرة لنازعة هيدرجين الأوكسوغلوتارات هي ( EC 1.2.1.52 ) مجموعة من الإنزيمات البكتيرية التي تحفز تشكيل أسيتيل التميم من الأسيتالديهيد. ويحدث ذلك كخطوة في وقت متأخر من مسارات الفوقية وانشقاق مجموعة متنوعة من المركبات، بما في ذلك الكاتيكول، وثنائي الفينيل، التولوين، الساليسيلات.

## وصلات خارجية
- Inui H, Miyatake K, Nakano Y, Kitaoka S (Tokyo). "Occurrence of oxygen-sensitive, NADP+-dependent pyruvate dehydrogenase in mitochondria of Euglena gracilis". J. Biochem. ع. 3: 931–4. PMID:6438078. {{استشهاد بدورية محكمة}}: تحقق من التاريخ في: |تاريخ= (مساعدة)صيانة الاستشهاد: أسماء متعددة: قائمة المؤلفين (link)

{بذرة أنزيم}